# المسيرة إلى واشنطن (فلم 1964)
المسيرة إلى واشنطن (بالإنجليزية: The March to Washington) ، المعروف أيضًا باسم آذار (بالإنجليزية: The March) هو فيلم وثائقي عام 1964 لجيمس بلو حول مسيرة الحقوق المدنية لعام 1963 في واشنطن. أُنتج لوحدة خدمة الصور المتحركة التابعة لوكالة المعلومات الأمريكية لاستخدامها خارج الولايات المتحدة - منع قانون سميث موندت لعام 1948 عرض أفلام وكالة الولايات المتحدة الأمريكية محليًا دون موافقة خاصة من الكونغرس الأمريكي. في عام 1990، أجاز الكونغرس عرض هذه الأفلام في الولايات المتحدة بعد اثني عشر عامًا من إطلاقها الأولي.
في عام 2008، اختير الفيلم لحفظه في السجل الوطني للأفلام بالولايات المتحدة من قبل مكتبة الكونغرس باعتباره «مهمًا ثقافيًا أو تاريخيًا أو جماليًا».

## روابط خارجية
- The March على يوتيوب on the US National Archives YouTube channel
- The March  في قاعدة بيانات الأفلام على الإنترنت (بالإنجليزية)